# Ściółka (zootechnika)
Ściółka – suchy i miękki materiał (słoma, torf, trociny itp.) podściełany na legowiskach zwierząt gospodarskich. Z  kału, moczu zwierząt i ściółki pozyskuje się obornik; jeśli zwierzęta utrzymuje się na płytkiej ściółce powstaje również gnojówka. W przypadku drobiu z ekskrementów i ściółki powstaje pomiot.